# Дождь

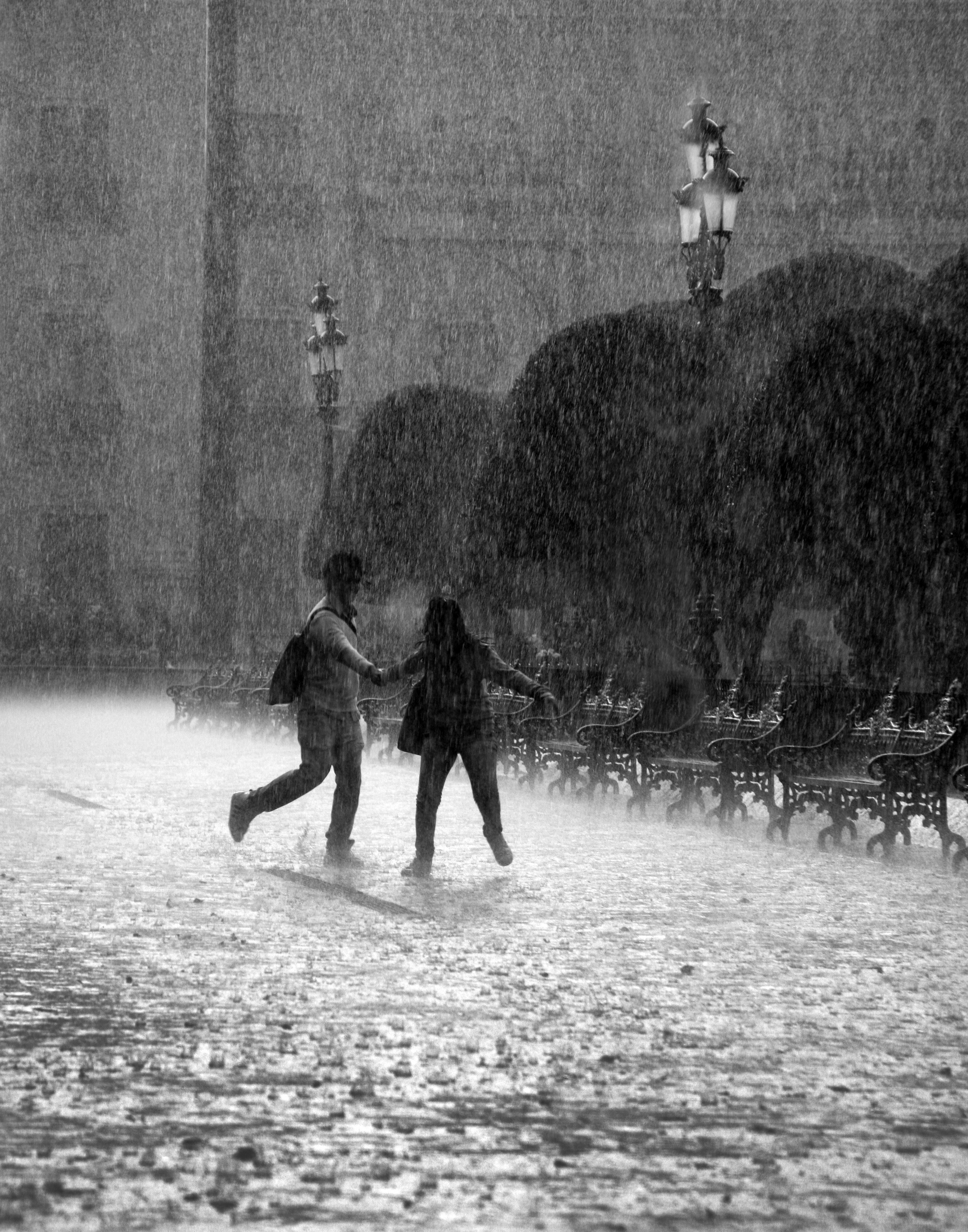
Дождь в Мексике

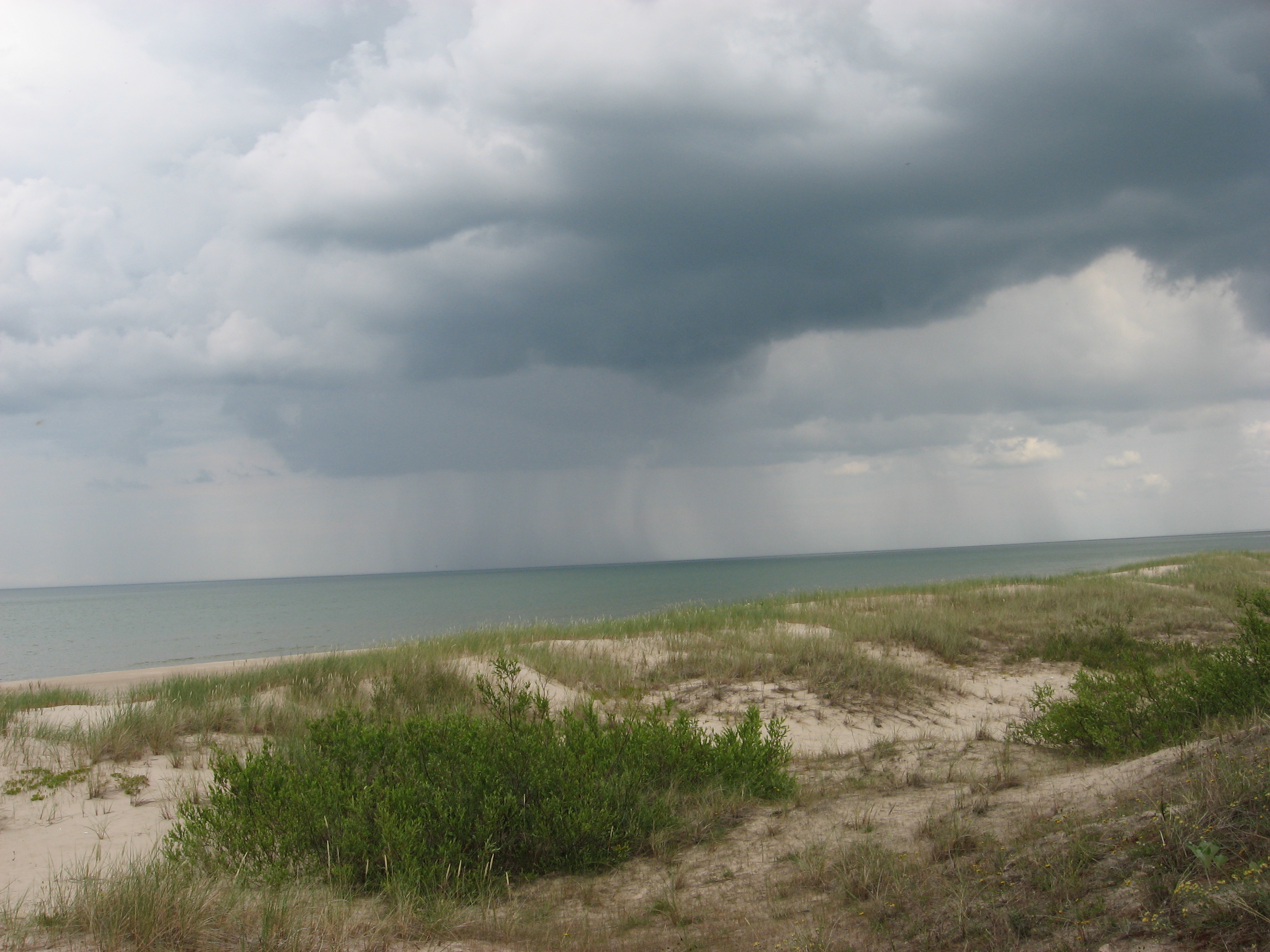
Дождь издалека

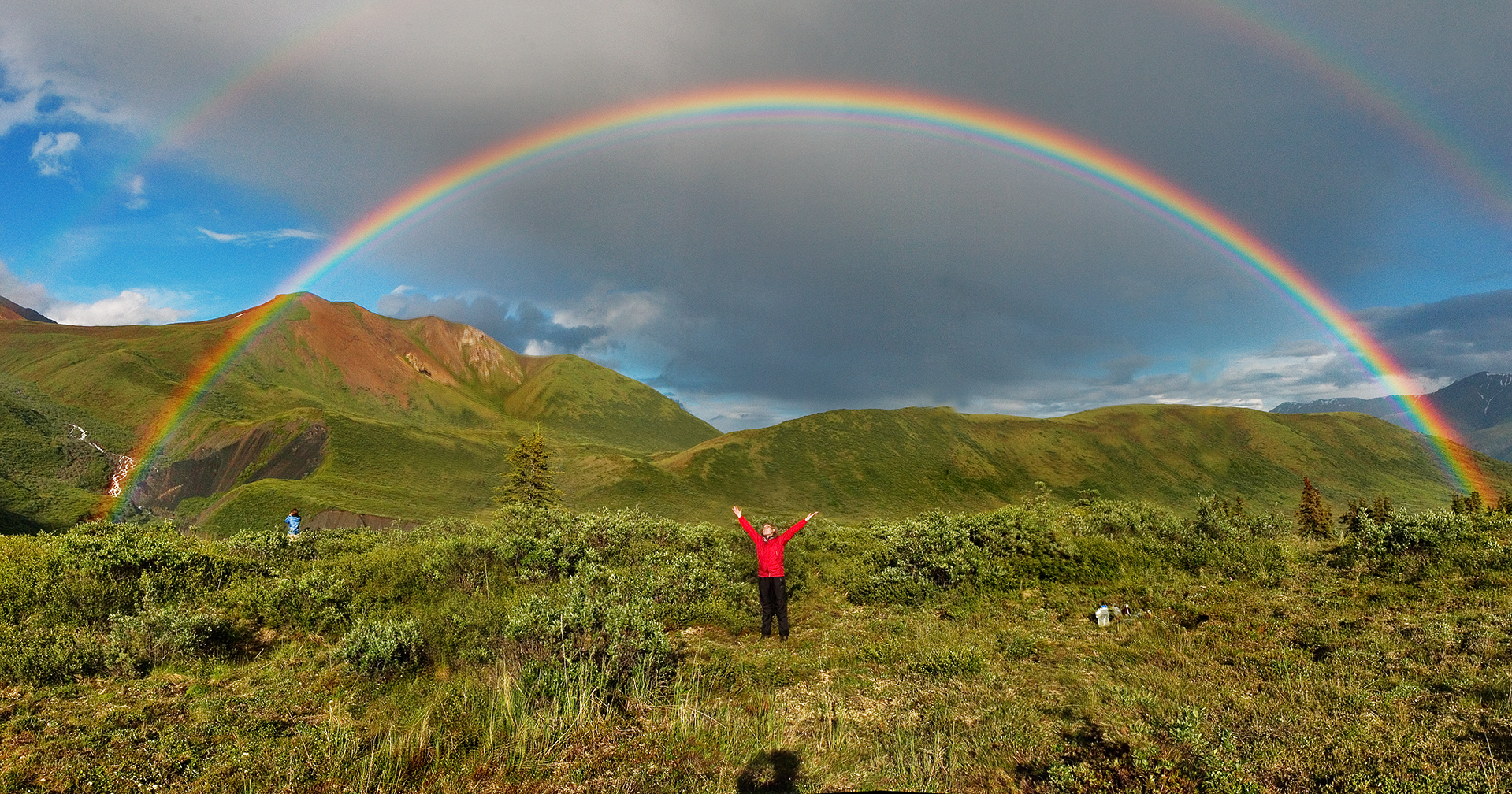
Двойная радуга на Аляске

Дождь — атмосферные осадки, выпадающие из облаков в виде капель жидкости со средним диаметром от 0,5 до 6—7 мм.

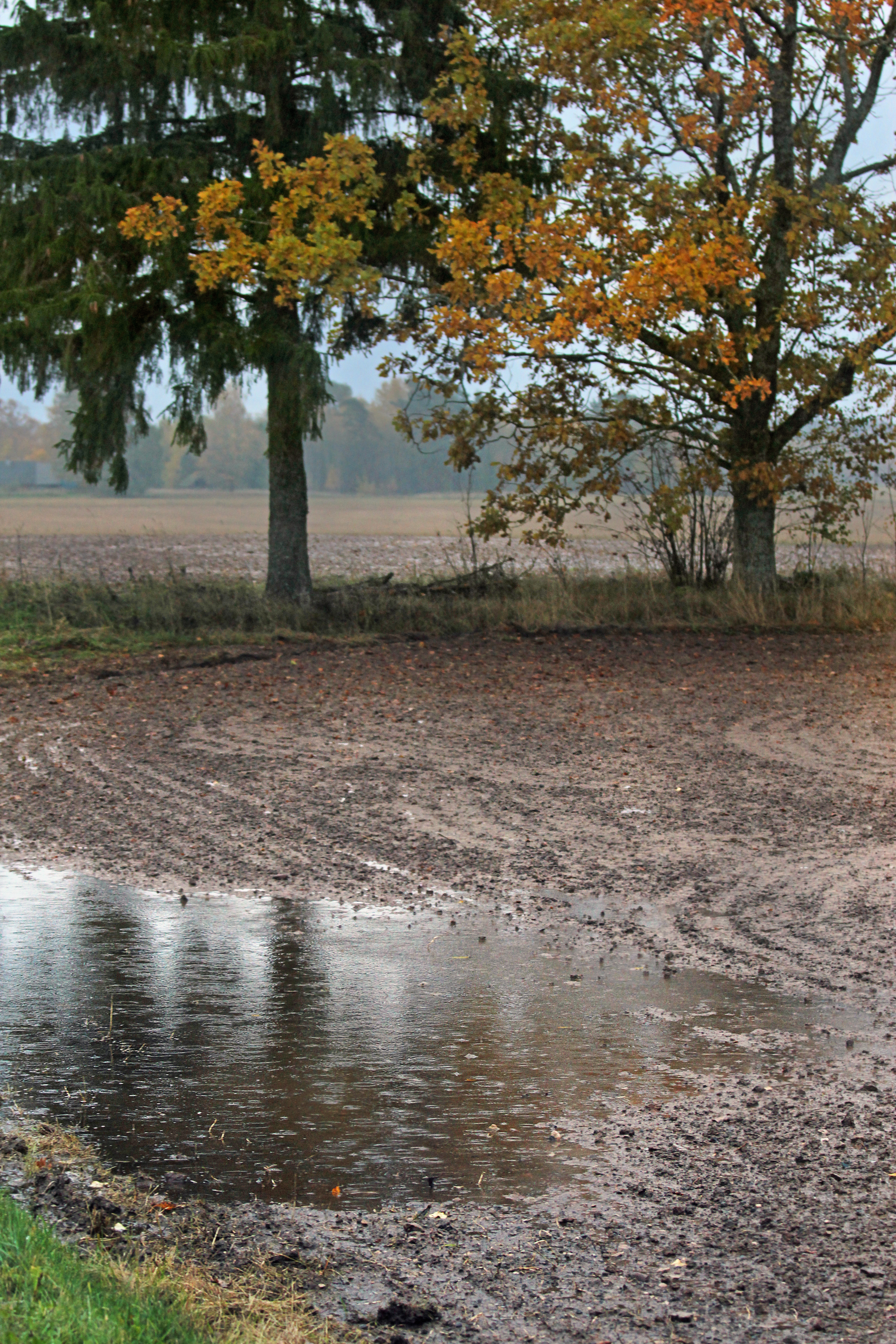
Осенние дожди. Южная Эстония

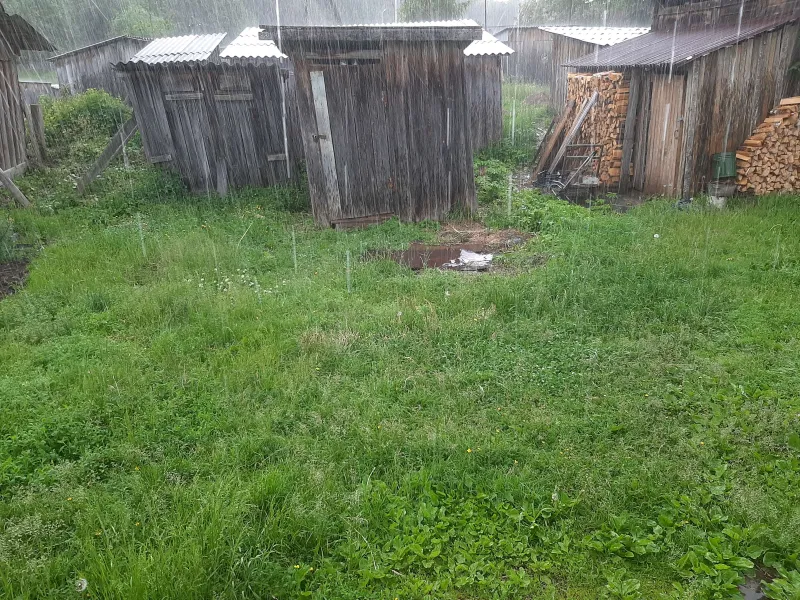
Летний дождь в Карелии

Жидкие осадки с меньшим диаметром капель называются моросью. Капли с диаметром больше 6—7 мм разбиваются в процессе падения из облаков на меньшие капли, поэтому даже при сильнейшем ливне диаметр капель не превышает 6—7 мм. Интенсивность дождя обычно составляет от 0,25 мм/ч (моросящий дождь) до 100 мм/ч (ливень).

## Механизм образования
Дождь выпадает, как правило, из смешанных облаков (преимущественно слоисто-дождевых и высокослоистых), содержащих при температурах ниже 0 °C переохлаждённые капли и ледяные кристаллы. Упругость насыщения водяного пара над каплями больше, чем над ледяными кристаллами при той же температуре, поэтому облако, даже не насыщенное водяным паром по отношению к каплям воды, будет перенасыщенно по отношению к кристаллам, что приводит к росту кристаллов при одновременном испарении капель. Укрупняясь и утяжеляясь, кристаллы выпадают из облака, примораживая к себе при этом переохлаждённые капли. Входя в нижнюю часть облака или под него в слои с температурой 0 °C, они тают, превращаясь в дождевые капли. Меньшая роль в образовании дождя принадлежит слиянию облачных капель между собой.
Если солнце освещает летящие дождевые капли, то при определённых условиях можно наблюдать радугу.
Долгое отсутствие дождя приводит к засухе.

## Образование дождевых облаков

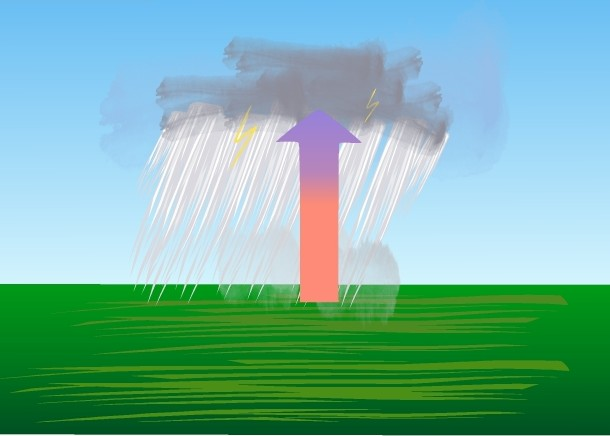
Конвективные осадки:
влажный воздух нагревается сильнее, чем окружающий его сухой воздух, и движется вверх; в результате происходят кратковременные ливневые дожди

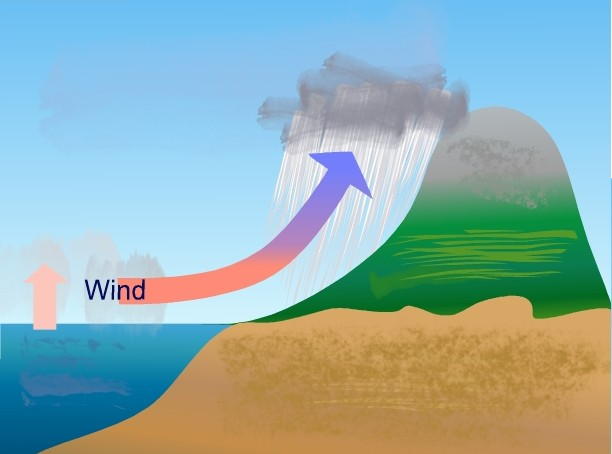
Орографические осадки:
воздух увлажняется над океаном, затем проходит над сушей, охлаждаясь на горных хребтах и вызывая дождь

Образование дождевых облаков происходит или от смешивания двух масс воздуха, близких к насыщению, но различных температур, или при соприкосновении влажного воздуха с более холодной поверхностью земли, или в восходящих воздушных течениях. В первом случае влажность смеси всегда превышает влажность смешивающихся масс, и воздух может сделаться насыщенным; дожди, являющиеся от этой причины, слабы, хотя при продолжительном её действии может выпасть большое количество воды. К такого рода дождям относятся мелкие, но продолжительные осенние дожди европейских стран. От второй причины дожди часто идут в прибрежных странах при морских ветрах в холодную часть года. Самые обильные осадки выпадают при восхождении воздуха, особенно в тёплых странах, где содержание водяного пара в воздухе особенно значительно: переходя в верхние, более разреженные, слои атмосферы воздух расширяется, причём температура его понижается, он приближается к степени насыщения и даже переходит её, и часть водяных паров конденсируется. Сюда относятся осадки, выпадающие при поднятии влажного воздуха по склонам гор, а также осадки в областях формирования циклонов (барометрических минимумах).

## Распределение осадков
Распределение дождей и осадков вообще по земной поверхности и по временам года имеет важное климатическое значение.

### По регионам
Весьма значительное количество дождей в течение года выпадает в штилевой полосе над океанами вследствие восхождения тёплого и богатого паром воздуха, приносимого пассатами. Над Атлантическим океаном штилевая полоса (область экваториальных дождей) передвигается в течение года то на север, то на юг между параллелями 5° ю. ш. и 12° с. ш. Дожди здесь идут бо́льшую часть года днём, ночью же небо обычно проясняется. Наибольшее годовое количество осадков, впрочем, выпадает не здесь, а там, где влажные ветры встречают высокий горный хребет, перпендикулярный к ним. Замечательным примером могут служить осадки в Черапунджи, на южном склоне гор Кхаси, к северу от Бенгальского залива. В течение шести месяцев (с апреля по сентябрь) здесь дует юго-западный муссон; приходя с Индийского океана, он, при высокой температуре, богат водяным паром, а проходя над влажной и жаркой болотистой равниной, отделяющей горы Кхаси от Бенгальского залива, ещё более обогащается им. Уже немного поднявшись по склонам гор, он доходит до насыщения и выделяет массу осадков. В Черапунджи ежегодно (или, лучше сказать, в течение шести тёплых месяцев), в среднем, выпадает 11 777 мм дождя. К дождливым местностям, кроме южного склона гор Кхаси, относятся ещё: Малабарский берег на юго-западе Индостана (на самом берегу выпадает ежегодно более 3000 мм, а на склоне гор — более 6000 мм осадков), равнины Амазонки, часть Центральной Америки, Зондские и Молуккские острова (более 1500 мм).
В средних широтах очень дождливые регионы — бо́льшая часть Китая и вся Япония. Местности, особенно бедные осадками: Сахара, Калахари, Аравия, бо́льшая часть Ирана, Арало-Каспийская низменность, бо́льшая часть нагорий Азии, внутренняя Австралия, западные нагорья Северной и Южной Америки, высокие широты северного полушария, области пассатов на океанах. Причины этого различны; так, в Сахаре и Арало-Каспийской низменности бо́льшую часть года дуют ветры с севера, удаляющиеся, по мере движения к югу, от степени насыщения и потому сухие; барометрические минимумы проходят здесь редко, а если и проходят, то вследствие большой сухости воздуха обильными осадками не сопровождаются. Нагорья Азии окружены горами, которые конденсируют влагу, приносимую ветрами, на своих внешних склонах, внутрь же проходят ветры сухие. Пассаты, при своём движении в более жаркие страны, постепенно нагреваются, и если идут над океанами, то обогащаются паром, однако степени насыщения не достигают и являются ветрами сухими. Дожди в них выпадают почти исключительно при прохождении ураганов, обычно сопровождающихся страшнейшими ливнями.

Распределение осадков по месяцам в разных регионах мира

Распределение осадков в умеренных широтах обусловливается, главным образом, направлением движения и повторяемостью циклонов и антициклонов (барометрических минимумов и максимумов). Первые, как было упомянуто ранее, сопровождаются большой облачностью, осадками; вторые — сухой, ясной погодой. Кроме того, как и вообще, большое влияние оказывают распределение суши и воды и горных хребтов. В Европе дождевые области обычно окружают циклон со всех сторон, часто в виде концентрических с изобарами зон. Наиболее обильные осадки являются не вблизи самого циклона, а у границ его области, между изобарами 745—760 мм ртутного столба, а также в резко выдающихся выпуклостях изобар, указывающих на существование второстепенных минимумах в области главного циклона, большей частью — в юго-восточной части последнего. Во второстепенных минимумах наблюдаются вихреобразные движения воздуха, сопровождаемые ливнями и грозами.

### В России
В России осадки приходят, в основном, с циклонами из Малой Азии, Средиземного, Чёрного морей, в меньшей степени — из Северной Атлантики. Они распределены весьма неравномерно, и наибольший контраст наблюдается по различные стороны Кавказских гор: наибольшее годовое количество их на восточном берегу Чёрного моря и на Кавказе (более 2000 мм), а самое малое количество осадков — на северном побережье Каспийского моря (до 200 мм в год).
Много осадков выпадает на Северо-Западе Европейской территории России — в частности, в Санкт-Петербурге. Здесь влияние оказывают влажные воздушные массы Северной Атлантики. Много осадков в районе Воркуты, где влажные атлантические воздушные массы взаимодействуют на западных склонах Полярного Урала с холодными арктическими массами. Также много осадков выпадает на северо-западных склонах Алтайских гор и вдоль Салаирского кряжа.
На Дальнем Востоке много осадков выпадает на Сахалине и Курильских островах.
Дефицит осадков наблюдается в южной степной зоне России от Калмыкии до Кулундинской равнины в Алтайском крае. Хотя эти области открыты для атлантических воздушных масс — равнинный рельеф не создаёт предпосылок для осадкообразования. К востоку от Алтая и Салаирского кряжа осадков тоже мало, но уже по причине того, что туда не доходят влажные воздушные массы.
На Дальнем Востоке дефицит осадков обусловлен тем, что суша расположена к западу от Тихого океана, и перенос воздушных масс общей циркуляцией атмосферы невозможен. Здесь осадки носят только муссонный характер.
Мало осадков также на берегах и островах Северного Ледовитого океана, вследствие того, что здесь воздух холоден и потому содержит мало водяного пара.

### По времени года
По Земле осадки, в целом, распределены весьма неравномерно в течение года. Сюда относятся области муссонов (южно-азиатская, восточно-азиатская, африканская и австралийская). Здесь в течение холодных месяцев дуют сухие ветры, и осадков не выпадает или выпадает очень мало; тёплые месяцы, напротив того, весьма дождливы. Сюда же относятся южные части средних широт (субтропические страны); здесь лето сухо, а зима, весна и осень дождливы. Это происходит от передвижения к северу и югу областей высокого атмосферного давления, находящихся у полярных границ пассатов. В Старом свете эта полоса охватывает Месопотамию, Иран, восточное Закавказье и более низкие места Центральной Азии.
В умеренных широтах резкой разницы в распределении осадков по временам года вообще не замечается. В Европе наибольшее количество осадков выпадает: в Норвегии — в сентябре—декабре, в Шотландии и на Фарерских островах — в декабре—январе, в Швеции — в августе, в Дании — в августе—сентябре, в Нидерландах и северной Германии — в августе, в средней и южной Германии — в июне—августе, в Бельгии — в сентябре, в западной и северной Франции — в октябре-ноябре, в южной Франции и большей части Италии — в октябре, в средней и восточной Европе — летом, в северной Швейцарии — в августе, в Австрии, Венгрии и Чехии — в июне, в западной и южной частях Пиренейского полуострова — зимой, на внутреннем плоскогорье — осенью и весной, на Балканском полуострове — зимой и осенью.

## Дождевые капли

Типы дождевых капель:
A — несуществующий тип капель (форма капли под предметом перед падением);
B — капли размером менее 2 мм (почти круглые);
C — капли более 2 мм (сплющенная форма из-за трения о воздух);
D — капли менее 5 мм (трение изменяет форму всё больше);
E — процесс разделения капли размером свыше 5 мм на несколько.

Выпадение капель происходит, когда маленькие капли воды сливаются в более крупные, или когда капли воды замерзают на кристалле льда — этот процесс известен как процесс Бержерона-Финдайзена. Обычно сопротивление воздуха заставляет капельки воды оставаться висеть в облаке. Когда возникает турбулентность воздуха, маленькие капельки воды сталкиваются, производя большие капли. Поскольку эти крупные капли воды опускаются, слияние продолжается, так что капли становятся достаточно тяжёлыми, чтобы преодолеть сопротивление воздуха и выпасть в виде дождя. Наиболее часто слияние происходит в облаках, где температура выше точки замерзания воды. В облаках, где температура ниже точки замерзания воды, когда кристаллы льда набирают достаточную массу, они начинают падать вниз. Как правило, это требует от кристаллов льда большей массы, чем от водяных капель для начала их выпадения. Этот процесс зависит от температуры, поскольку переохлаждённые капли воды существуют только в облаках, где температура ниже точки замерзания воды. Кроме того, из-за большой разницы температур между облаком и землёй, эти кристаллы льда могут растаять при выпадении, становясь дождём.
Дождевые капли имеют размеры от 0,1 до 6-7 мм — средний диаметр, при превышении которого они, как правило, распадаются. Меньшие капли называют облачными, и их форма является сферической. Когда капля увеличивается в размерах, её форма становится всё более сплюснутой, благодаря давлению встречного воздушного потока. Большие капли дождя имеют более плоский низ. Очень крупные капли имеют форму парашюта. Вопреки распространённому мнению, их форма вовсе не напоминает слезинку. Самые большие капли дождя на Земле были зафиксированы в Бразилии и на Маршалловых островах в 2004 году — некоторые из них достигали диаметра 10 мм. Их большой размер объясняется формированием конденсата на крупных частицах дыма или столкновением между каплями при большой их концентрации в воздухе.

Интенсивность и продолжительность дождя, как правило, обратно пропорциональны, то есть непогода высокой интенсивности, вероятно, будет кратковременной, а продолжительность слабых осадков может быть значительной. Капли дождя, образующиеся из тающего града, как правило, больше остальных. Скорость падения дождевых капель диаметром 0,5 мм на уровне моря и без ветра составляет 2 м/с, в то время как капли диаметром 5 мм имеют скорость от 9 м/с. Звук падения капель дождя о воду вызывается пузырьками воздуха, колеблющимися под водой.

## Кислотные дожди
- Кислотность нормального дождя pH — 5,6. У кислотного дождя она ниже. При кислотности воды pH 5,5 погибают полезные донные бактерии водоёма, а при pH 4,5 погибает вся рыба, большинство земноводных и насекомых.

Кислотные дожди являются большой проблемой для многих регионов, где есть промышленные предприятия, которые выбрасывают оксиды серы и азота, дающие различные кислоты, в том числе и сильные азотную и серную кислоты.

## Виды и названия дождей
В метеорологии различают ливневые, обложные и моросящие дожди.
- Ливневый дождь (ливень) — дождь, выпадающий из кучево-дождевых облаков. Имеют локальный характер выпадения (на небольшой территории), характеризуются резким началом и окончанием, а также резким изменением интенсивности во время выпадения, но длятся недолго. Могут сопровождаться грозами и градом[14]. Слово «ливень» обозначает вышеописанных характер выпадения, но не интенсивность: ливневые дожди могут быть как сильными, так и слабыми.
- Обложной дождь (или просто дождь) — длительные осадки, интенсивность которых обычно равномерная на протяжении всего времени. Такие дожди выпадают на значительной площади, имеют плавное начало и окончание. Выпадают из слоисто-дождевых и высокослоистых облаков[15].
- Морось обычно выпадает из слоистых облаков, реже — из слоисто-кучевых или из тумана, может наблюдаться одновременно с обложным дождем[16].

Кроме того, дождь может быть:
- Замерзающим (замерзающая морость, замерзающий дождь) — дождь, выпадающий при отрицательной температуре воздуха и образующий ледяную корку (гололёд) при соприкосновении с поверхностями.
- Не достигающим поверхности земли (вирга).

В народе дожди имеют больше названий:
- Грибной[17], или слепой дождь — дождь, идущий при свете солнца; в России о таком дожде в шутку говорят: «Царевна плачет»[18], в Японии говорят: «Жена-лисица следует в дом своего мужа»[19].
- Грозовой дождь (дождь с грозой).
- Снежный дождь (дождь со снегом).
- Ледяной дождь.
- Купальный (окатный) дождь[источник?].
- Полосовой дождь (идущий полосами)[источник?].
- Косой дождь, косохлёст[20].
- Ситный дождь — мелкий дождь, как будто «просеянный сквозь сито»[источник?].
- Спорый дождь[18].

Существуют редкие и необычные виды дождей, такие как каменный, кровяной, чёрный, жёлтый, молочный, из зёрен овса, ржи, листьев, цветов, из насекомых, лягушек и рыб.

## Дождь в культуре и в хозяйстве

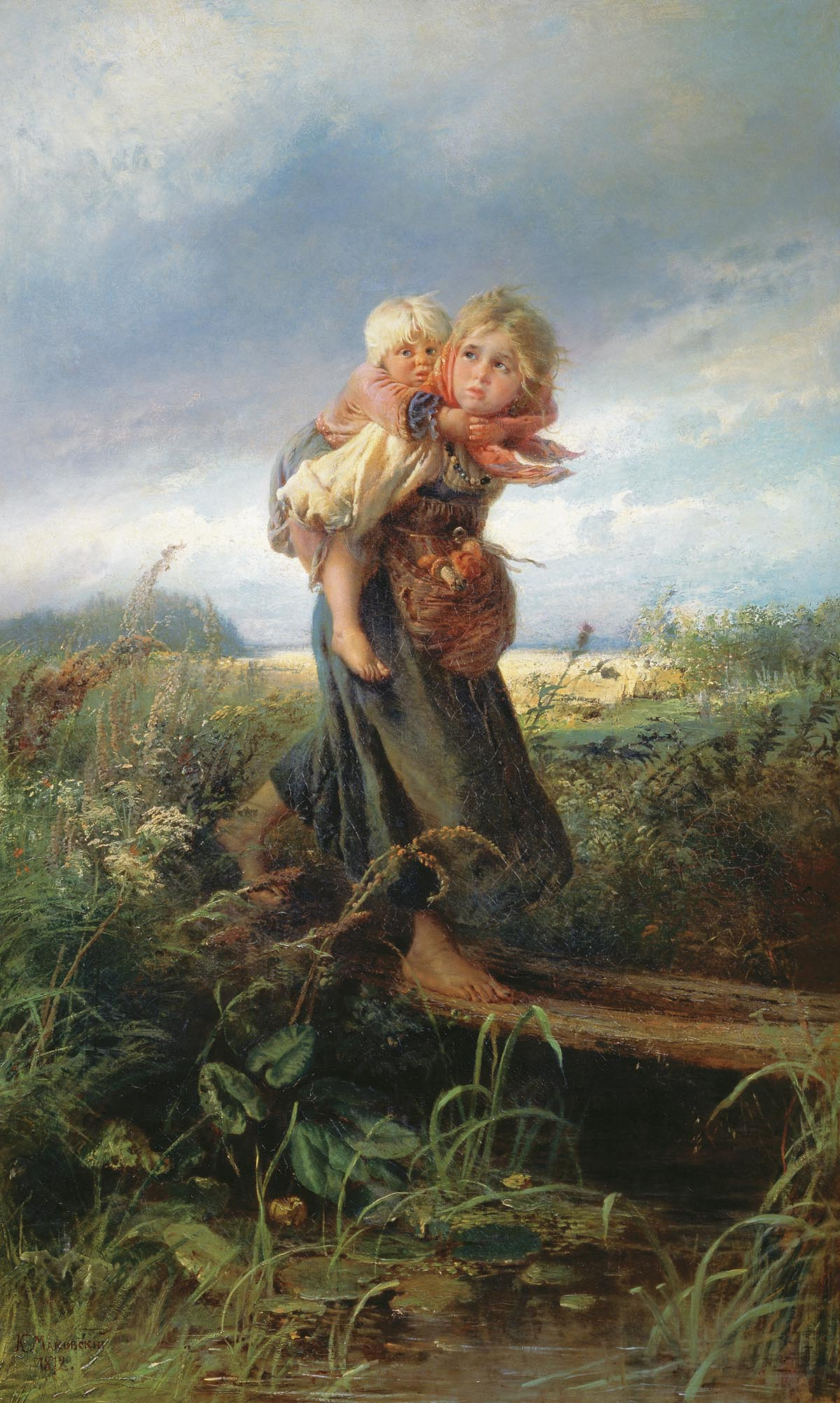
«Дети, бегущие от грозы» (Константин Маковский, 1872)

Отношение людей к дождю по всему миру различно. В регионах с умеренным климатом, таких как Европа, дождь имеет оттенок грусти: «Он плачет в моём сердце, как дождь на город» — пишет Поль Верлен, тогда как солнце ассоциируется с радостью. В дополнение к этому, традиционно-пессимистичный взгляд на дождь иногда сменяется положительными значениями, связанными с земледелием (плодородие, чистота) или с эстетическим чувством.
В засушливых районах — например, в некоторых частях Африки, Индии, Ближнего Востока (что, в частности, отмечено и в Библии) — дождь считается благословением и вызывает воодушевление, поскольку своевременные осадки имеют принципиальное экономическое значение в регионах, где распределение питьевой и оросительной воды обусловлены выпадением дождей. В Ботсване, на языке сетсвана, слово «дождь» — «пула» — используется как название национальной валюты, в знак признания роли осадков для этой пустынной страны.
Во многих культурах появились способы для защиты от дождя (куртки, дождевики, зонты), и разработаны дренажные системы (желоба, водостоки, канавы, каналы). Там, где осадки выпадают в изобилии круглый год или сезонно (муссоны), люди предпочитают строить водонепроницаемое жилище.
Многие люди находят запах во время и сразу после дождя характерно приятным. В его основе лежат 3 составляющие. Источником запаха под названием «петрикор» является масло растений, которое поглощается почвой, а затем выбрасывается в воздух во время дождя. Другие воспроизводящие аромат дождя реакции — высвобождение химических веществ почвенных бактерий и выделяемый во время грозы озон.

Во время грозы молния расщепляет молекулы кислорода и азота в атмосфере, а они, в свою очередь, трансформируются в оксид азота. Это вещество взаимодействует с другими химическими компонентами воздуха, а высвободившиеся атомы кислорода образуют в результате некоторое количество озона (O3) — трёхатомного кислорода, имеющего резкий запах, который, тем не менее, нравится многим людям. Когда кто-то утверждает, что чувствует запах дождя, это говорит о том, что ветер с приближающегося шторма несёт с собой запах озона.

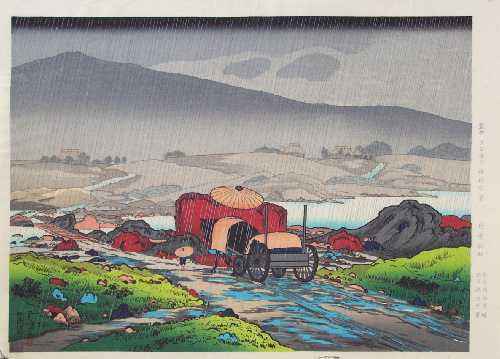
«Дождь в Ябакэе»
(Хасигути Гоё, 1918)

Дождевая вода, естественно, издавна приносила пользу сельскому хозяйству и способствовала росту трав, поэтому от неё зависело благополучие как земледельческих, так и скотоводческих народов. Появлялись боги и духи, управляющие дождём, а также заклинания (заклички), используемые для вызывания или прекращения осадков. Во многих культурах выполняется специальный обряд вызова дождя, исполняемый во время засухи.
Дождевая вода также собиралась в ёмкости с питьевой и хозяйственной целью. В настоящее время повысившаяся кислотность дождей и наличие пыли сделали использование дождевой воды для пищевых целей в промышленных регионах мира занятием небезопасным для здоровья, хотя кое-где эта вода до сих пор употребляется в пищу.
Урбанизация неизбежно учитывает фактор отвода дождевых стоков. В городах почва скрыта под искусственными покрытиями, препятствующими впитыванию выпадающей с дождём воды, что требует разработки систем дренажа и отвода вод, иначе, при неразвитой инфраструктуре, увеличивается риск подтопления города, подмытия фундаментов домов, затопления подвалов и подземных переходов. Так, для предотвращения затопления Нью-Йоркского метро просачивающимися с поверхности грунтовыми водами, на 2012 год функционировали 753 помпы, выкачивавших каждую минуту около 2,5 тысяч литров воды. В Вашингтоне, Лондоне и Москве туннели метро проложены ещё глубже, что увеличивает нагрузку от стоков, вызванных ливнями.

## Некоторые продолжительные дожди, отмеченные в летописях
- В 1721 году в центральной России отмечены «необычайные дожди» с мая по ноябрь[30].

## Дожди в астрономии
При входе в атмосферу Земли поток метеоров образует так называемый звёздный дождь, или звездопад. Падение метеоритов называется метеоритным дождём (железным, каменным, огненным дождём). В былые времена метеорный и метеоритный дожди не различали между собой, поэтому оба явления назывались огненным дождём.

## Дожди на других небесных телах
Дожди как явление не уникальны для Земли, они могут быть и на других планетах. Состав и характер дождей зависят от физических условий в атмосфере планеты и её состава.
- На Венере идут дожди, состоящие преимущественно из серной кислоты с примесью соединений хлора и фтора, однако они не достигают поверхности, испаряясь из-за высокой температуры в нижних слоях атмосферы (такая разновидность дождя называется вирга)[31].
- В прошлом на Марсе шли водяные дожди[32].
- На спутнике Сатурна Титане регулярно идут метановые дожди. Данные об этом были подтверждены в ходе миссии «Кассини-Гюйгенс»[33].
- Сообщалось о возможности дождей из различных веществ в атмосферах газовых гигантов, а также об осадках из жидкого неона в нижних слоях атмосфер[34][35].
- Были сообщения о железных дождях на экзопланете OGLE-TR-56b в созвездии Стрельца[36].

## Галерея

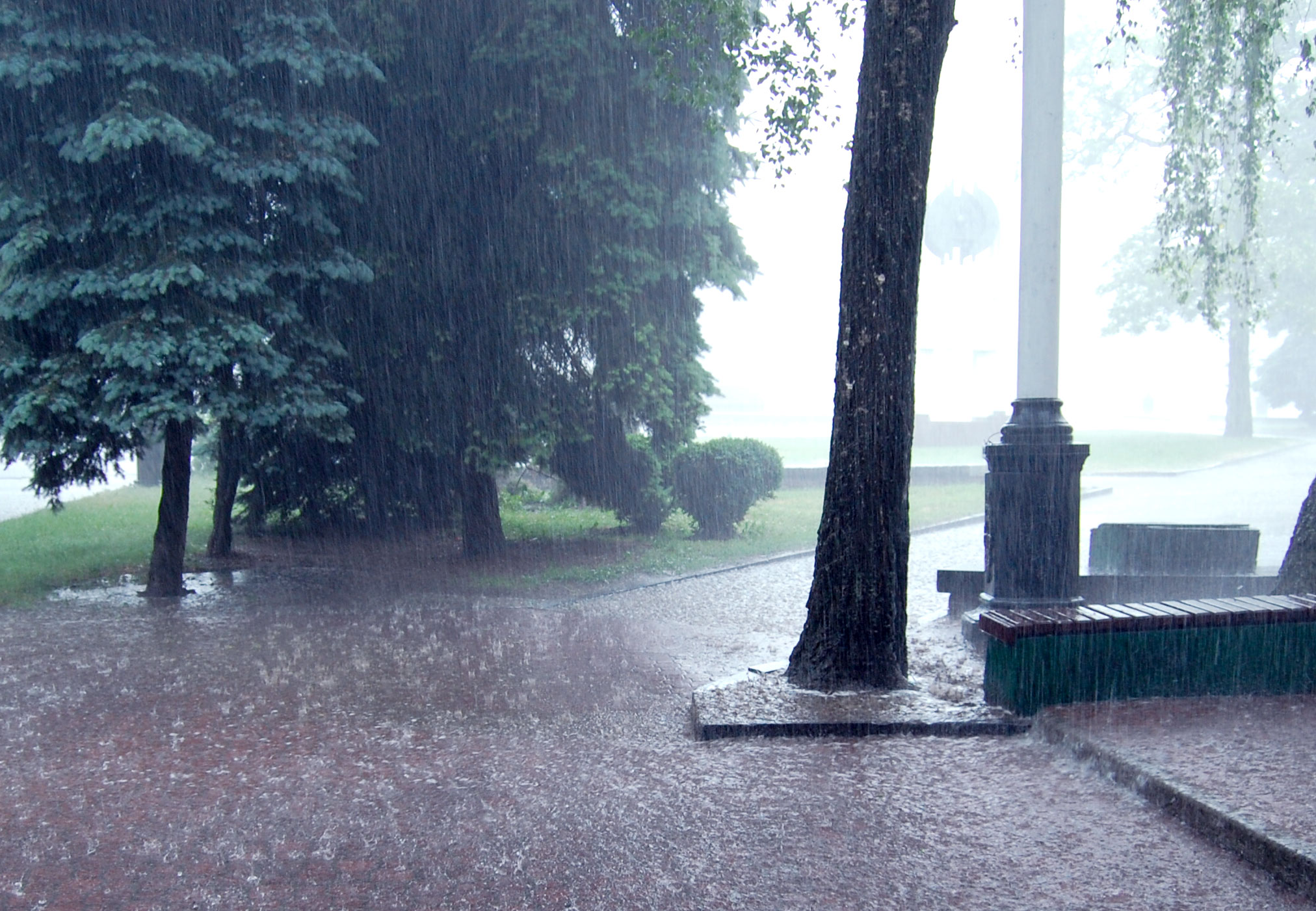
Проливной дождь
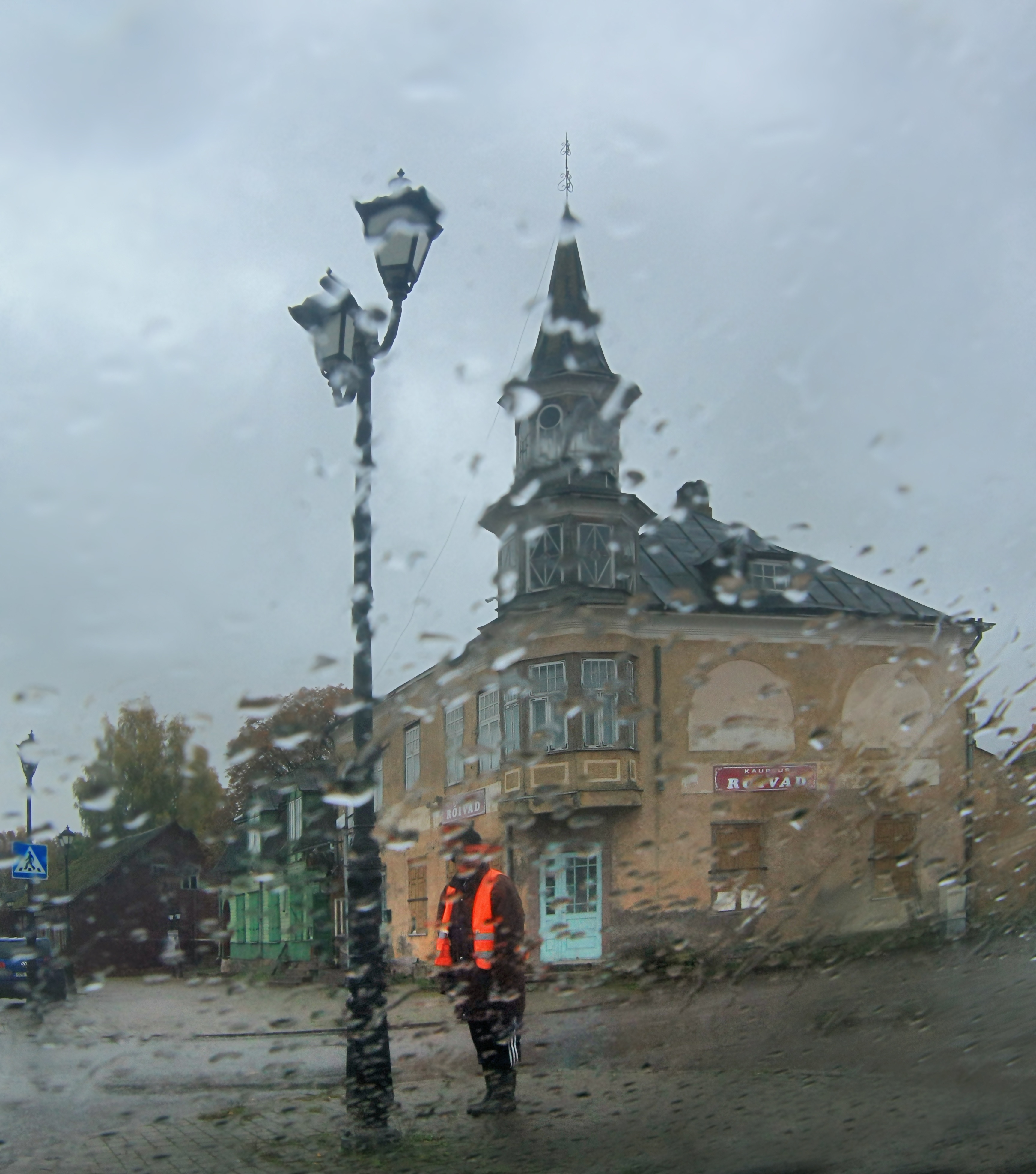
Малый посёлок Мустла под дождем. Эстония